# CinePOP
Cine Pop (estilizado como CinePOP) é um site do Brasil de notícias sobre cinema. Encontra-se atualmente hospedado no R7, da RecordTV. Foi criado pelo jornalista Renato Marafon, formado em comunicação social, que é também publicitário e crítico de cinema.

## Prêmio
- 2003 - TOP 10 do iBEST
- 2008 - TOP 3 do iBEST[1]